# Davis-Kamm
Der Davis-Kamm ist ein aus Elfenbein gefertigter verzierter Kamm der prädynastischen Periode (Naqada III, um 3200–3100 v. Chr.) der ägyptischen Geschichte. Er wurde zu einem nicht genauer überlieferten Zeitpunkt von Theodore M. Davis im Kunsthandel erworben; sein Fundort ist unbekannt. Nach Davis’ Tod kam der Kamm 1915 in den Besitz des Metropolitan Museum of Art in New York City.

## Beschreibung
Von dem Kamm ist nur noch der Griff erhalten, die Zinken sind verloren. Die erhaltene Höhe beträgt 5,5 cm, die Breite 3,9 cm und die Dicke 0,5 cm. Als Material wurde Elefanten-Zahn verwendet, was den Davis-Kamm von den vielen vergleichbaren Stücken der Negadezeit unterscheidet, die vorwiegend aus Flusspferd-Zahn gefertigt wurden.
Der Griff ist beidseitig mit Tierreihen dekoriert. Beide Seiten weisen fünf Reihen auf, die bustrophedon angeordnet sind. Die ersten zwei Reihen sind auf beiden Seiten identisch. Zuoberst sind drei Elefanten abgebildet, die je zwei Schlangen niedertreten; diese Deutung ist jedoch nicht unumstritten. Darunter folgt eine Reihe, die mit einer aufgerichteten Schlange und einem Sattelstorch beginnt. Hinter ihm stehen eine Giraffe, drei weitere Sattelstörche und zum Schluss ein Reiher oder Kranich. Die dritte Reihe besteht auf einer Seite aus drei Feliden (wohl Löwen), deren hinterster von einem Hund angegriffen wird. Die andere Seite zeigt vier Caniden (vielleicht Schakale). In der vierten Reihe folgen Hornträger. Auf einer Seite sind eine Gazelle und drei Oryx-Antilopen abgebildet, auf der anderen vier Rinder oder Wildstiere. Die fünfte Reihe zeigt vier Hunde oder Schweine, hinter denen auf einer Seite eine Blume oder ein Stern folgt.
Der Davis-Kamm gehört zu einer größeren Gruppe negadezeitlicher Kunstgegenstände, auf denen Tierreihen dargestellt sind. Gegenwärtig ist allerdings kein weiterer Kamm mit vergleichbarem Dekor bekannt. Zu den Gegenständen mit Tierreihen gehören der Griff einer Keule (Sayala-Keule) sowie mehrere Messer- und Dolchgriffe (z. B. Brooklyn-Messergriff, Carnavon-Messergriff, Pitt-Rivers-Messergriff, Petrie-Messergriff, Gebel-el-Tarif-Messer, Messer vom Gebel el-Arak, Messergriff Berlin Ägyptisches Museum 15237, Messergriff Hierakonpolis 4808, Messergriff Hierakonpolis 4975, Messergriff K 1103, Dolchgriff K 1104, Messergriff K 1262a, Messergriff K 1262b, Messergriff K 2185, Messergriff K 2186, Messer K 3325 + K 3324 und eventuell Dolchgriff K 3475).